# 나미아이촌 (나가노현 시모이나군 2006년)
나미아이촌(일본어: 浪合村)은 일본 나가노현 시모이나군에 설치되었던 촌이다.
2006년 1월 1일 아치촌에 편입 합병되었다.

## 지리
사방이 1,000m급 산들로 둘러싸인 골짜기 마을이다.촌내를 산슈 가도(국도 153호)가 종관하고 있는 교통의 요충지로 에도 시대에는 관소가 놓여 있었다.
마을의 남부, 히라타니 촌과의 촌경에 있는 지부자카 고개 주변은 예로부터 관광지화되어 중경권으로부터의 관광객이 많다.

## 역사
- 1934년 4월 1일 - 나미아이촌이 분할해 성립하였다.
- 2006년 1월 1일 - 아치촌에 편입되었다. 동일 나미아이촌은 폐지되었다.

## 교통

### 도로
- 국도 153호선